# Tiratrón

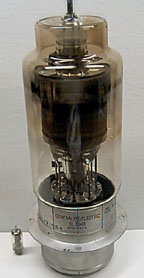
Tiratrón de hidrógeno de General Electric, utilizado en radares.

Se llama tiratrón a un tipo de válvula termoiónica, generalmente con configuración de triodo, cuyo interior se encuentra relleno de gas. Se utiliza para el control de grandes potencias y corrientes, lo que en un dispositivo de vacío es muy difícil debido al número limitado de electrones que puede producir un cátodo termoiónico. Añadiendo un gas inerte que se ioniza, inicialmente por medio de los electrones termoiónicos, se tiene un número mucho mayor de portadores de corriente que en el triodo.
A diferencia del triodo, la corriente de ánodo no es proporcional a la tensión de rejilla, sino que cuando se dispara, se produce la ionización del gas que lleva al dispositivo a su resistencia mínima.
El  primer tiratrón comercial apareció hacia 1928.

## Aplicaciones

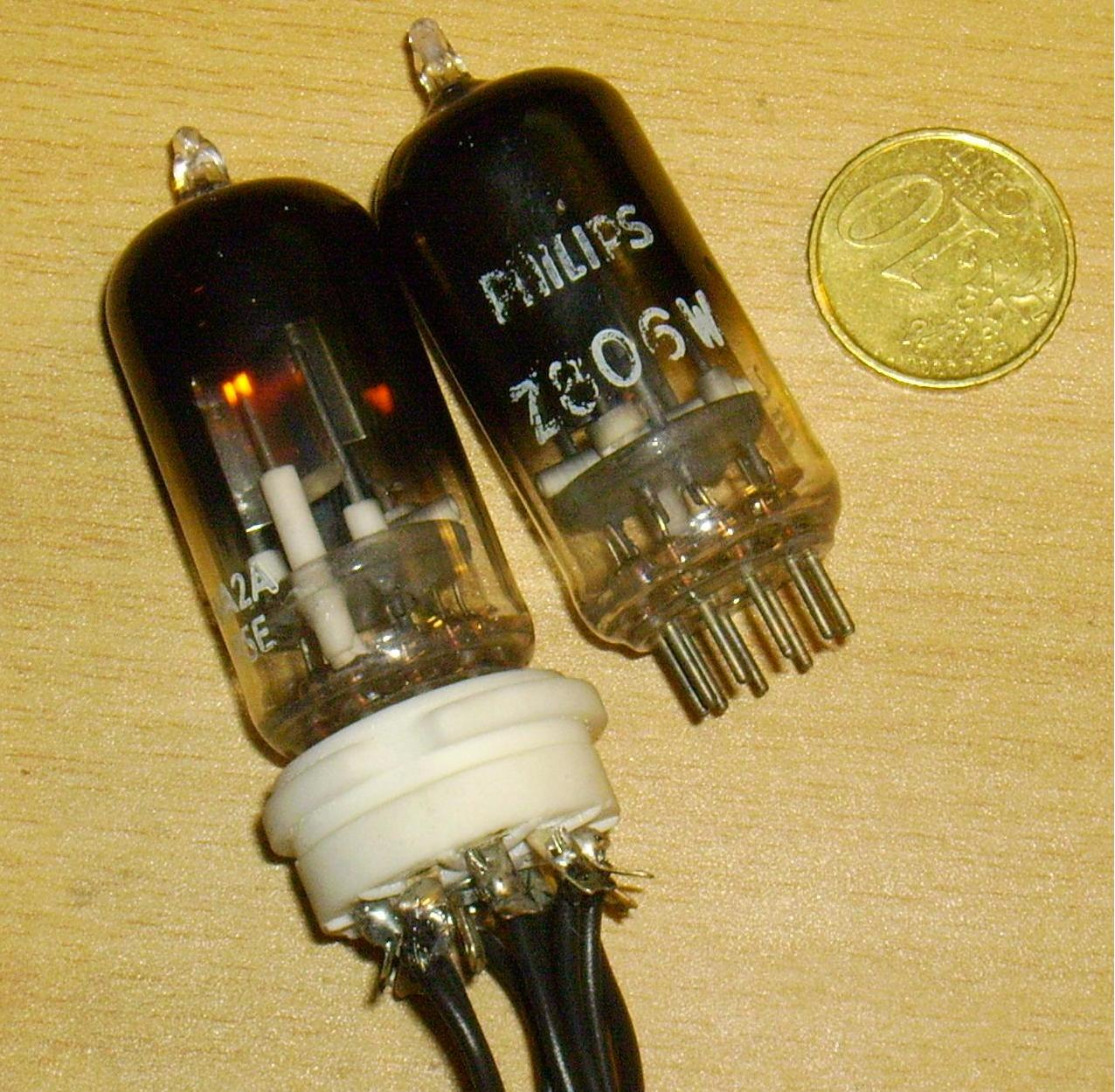
Raro tubo relé Z806W utilizado en los ascensores.

Con un tiratrón miniatura, el triodo 6D4, se descubrió un uso adicional como potente fuente de ruido, funcionando como diodo en un campo magnético transversal. Como generador de ruido blanco suficientemente filtrado dentro de un ancho de banda de interés, este tipo de ruido se utilizó para probar receptores de radio, sistemas de servo y de vez en cuando en computación analógica como fuente de valores aleatorios.
El 885 es un pequeño tubo tiratrón, que utiliza gas xenón. Este dispositivo se ha utilizado ampliamente en los circuitos de base de tiempo de los primeros osciloscopios durante la década de 1930. Fue empleado en un circuito llamado oscilador de relajación. Durante la Segunda Guerra Mundial tiratrón pequeños, parecidos al 885 se utilizaron en parejas para construir biestable s, las células de memoria utilizadas por los primeros ordenadores, y en máquinas de encriptación.
Los tiratrón también fueron utilizados por el control del corriente alterna (CA) por ángulo de fase a las fuentes de alimentación de los cargadores de baterías y los atenuadores de luz, pero estos eran en general de una capacidad de control más grande que el 885. El 885 es eléctricamente idéntico a la 884 / 6Q5, que utiliza una base octal.
Un dispositivo de estado sólido con características de funcionamiento similares es el tiristor, también conocido como rectificador controlado de silicio (SCR). El término "tiristor" deriva de una combinación de "tiratrón" y "transistor".

## Véase también

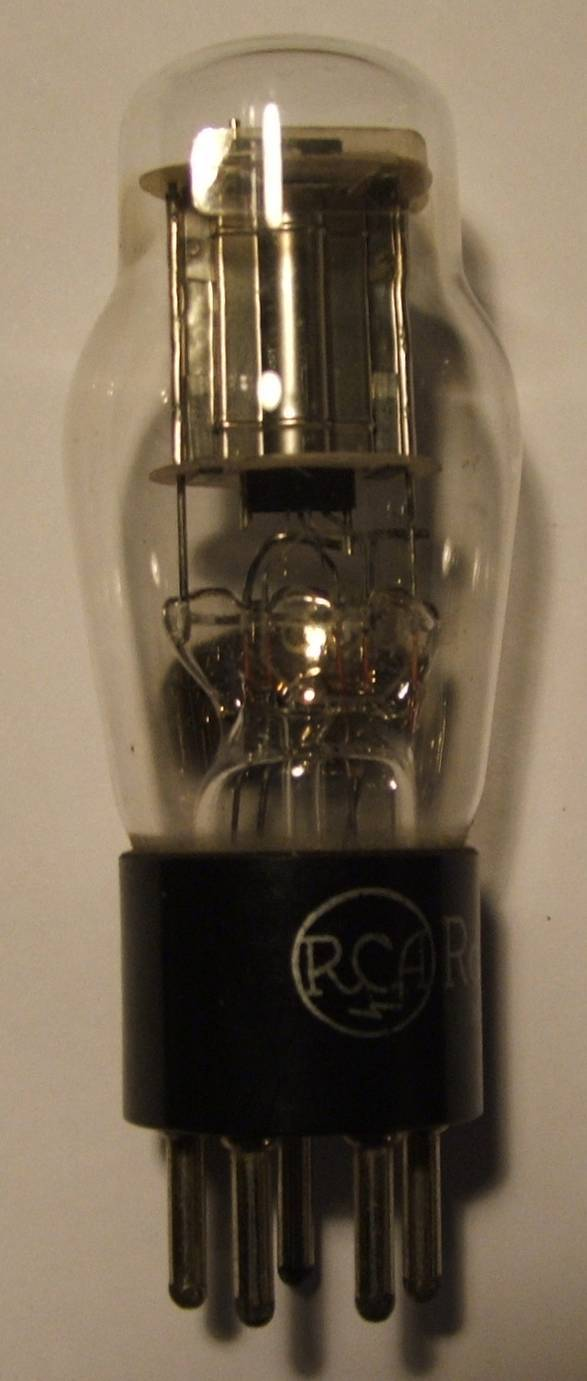
Tiratrón de hidrógeno de RCA.

## Nota
1. ↑  Adolf Senner (octubre de 1994). Principios de electrotecnia. Reverte. pp. 330-. ISBN 978-84-291-3448-3. Consultado el 5 de julio de 2012.
2. ↑  Alice R. Burks; Arthur W. Burks (1989). The First Electronic Computer: The Atanasoff Story. University of Michigan Press. pp. 59-. ISBN 0-472-08104-7.
3. ↑  «Copia archivada». Archivado desde el original el 5 de septiembre de 2012. Consultado el 7 de febrero de 2016.